# 하용수
하용수(본명 : 박순식, 1950년 ~ 2019년 1월 5일)는 대한민국의 배우이자 패션 디자이너이다. 1969년 TBC 7기 공채 탤런트로 선발되었다.

## 학력
- 한양대학교 행정학과

## 경력
- 2016.9 ~ 국제피트니스선수연맹 고문
- 2016.8 ~ 한두이서 한국 패션 디자이너 선발대회 위원장
- 2011	쌍방울 상임 고문
- 2000.7	 하용수 오뜨 꾸띄르 설립
- 1999.3	 닉스 총괄 디렉터
- 1999.3 클럽 모나코 마케팅 기획
- 1998.11 보성 인터내셔널 고문
- 1995 FACT95생활예술전(과천국립미술관)
- 1993.8 GV2 베이직 진 총괄 디렉터
- 1986 베이직 대표
- 1985 디스코클럽 루머즈 개업
- 1984.5  파라오 설립

## 작품 목록

### 영화
배우
- 《천화》 (2018년) - 문호 역
- 《게임의 법칙》 (1994년)
- 《이 깊은 밤의 포옹》 (1981년)
- 《종점》 (1981년)
- 《물보라》 (1980년)
- 《남사당》 (1975년)
- 《별들의 고향》 (1974년)
- 《깊은 사이》 (1974년)
- 《혈류》 (1972년)

의상
- 《투게더》 (2003년)
- 《박대박》 (1997년)
- 《불새》 (1997년)
- 《가슴 달린 남자》 (1993년)
- 《사의 찬미》 (1991년)
- 《서울 무지개》 (1989년)
- 《시로의 섬》 (1988년)
- 《거리의 악사》 (1987년)
- 《유혹시대》 (1986년)
- 《겨울 나그네》 (1986년)
- 《애마부인 3》 (1985년)

## 저서
- 네 멋대로 해라
- 냄새나는 남자
- 임금님귀는 당나귀귀

## 수상
- 1992년 제30회 대종상 영화제 의상상
- 1991년 제3회 춘사영화예술상 의상상